# Conte di Stirling

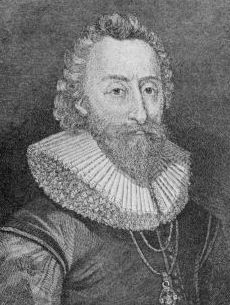
William Alexander, I conte di Stirling.

Conte di Stirling è stato un titolo di Pari di Scozia. Venne istituito il 14 giugno 1633 per William Alexander, I conte di Stirling.

## Biografia
Egli era già stato creato baronetto di Menstrie nella Contea di Clackmannan, il 12 luglio 1625, Lord Alexander of Tullibody e Viscount of Stirling il 4 settembre 1630 e Lord Alexander of Tullibody e Viscount of Canada con la concessione della Contea. Anche gli altri titoli appartenevano ai Pari di Scozia. Il titolo rimase vacante dopo la morte del V conte nel 1739, anche se un William Alexander di New York, noto agli storici come Lord Stirling dell'esercito continentale, in anni precedenti alla guerra d'indipendenza americana, rivendicò il titolo vacante. L'affermazione basata sul fatto che si dichiarava primo discendente maschile del nonno del primo conte, fu infine respinta dal Camera dei lord - anche se gli fu permesso di votare per l'elezione dei rappresentanti dei Pari di Scozia.
Ci fu un altro tentativo di affermare l'esistenza di una nuova assegnazione del titolo di Conte di Dovan nel 1637, collegato con il titolo di conte di Stirling, e una nuova discendenza per il titolo di conte di Stirling, ma la causa contro Alexander Humphrys-Alexander (1783-1859) del 1839 stabilì che i documenti a sostegno di questo caso erano falsi.

## Conti di Stirling (1633)
- William Alexander, I conte di Stirling (1576–1640)
- William Alexander, II conte di Stirling (d. 1640)
- Henry Alexander, III conte di Stirling (d. 1644)
- Henry Alexander, IV conte di Stirling (d. 1691)
- Henry Alexander, V conte di Stirling (1664–1739)